# Placentofagie

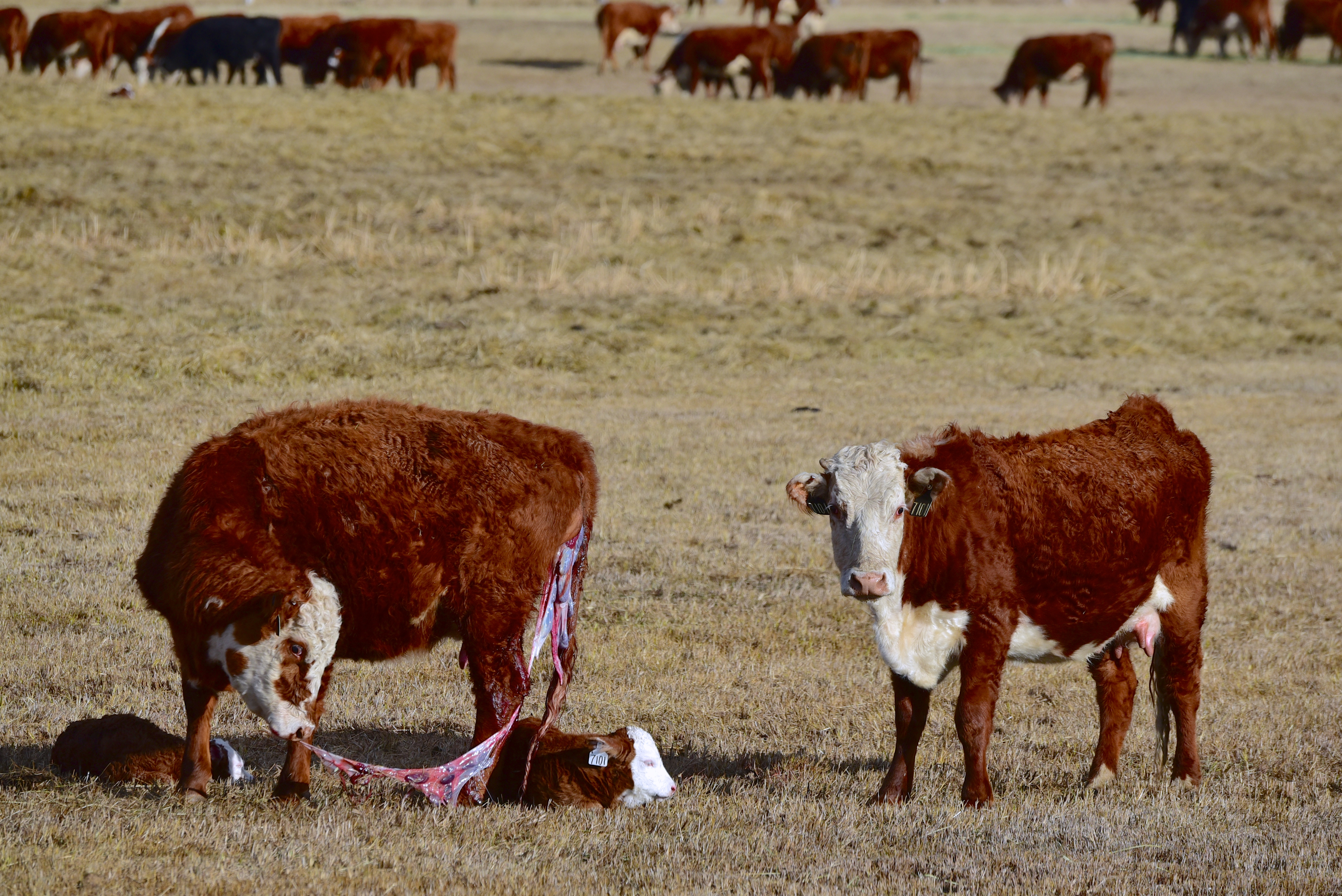
Nageboorte van een koe

Placentofagie (van 'placenta' + φαγεῖν, Oudgrieks voor 'eten') is het opeten van de moederkoek (placenta) na de geboorte. Vele diersoorten doen dit om voedingsstoffen te hergebruiken. De prostaglandines die zich in de placenta bevinden, bevorderen de uterus-involutie van het moederdier.